# Vercetti Regular

Lorem ipsum, escrit amb Vercetti Regular

Vercetti Regular (AFI /vərˈʧɛti ˈrɛɡjʊlər/), també coneguda com a Vercetti, és una lletra tipogràfica de pal sec lliure (freeware). Pot ser utilitzada en projectes comercials i personals. Va ser posada a disposició el 2022 sota la llicència Licence Amicale, que permet compartir els fitxers de la font amb amics i companys.

## Descripció
Vercetti Regular va ser inspirada en elements de disseny humanístic i geomètric. En fer la Vercetti, els dissenyadors gràfics van utilitzar principis d'una tipus de lletra de codi obert anterior anomenada MgOpen Moderna.
Vercetti Regular té 326 glifs, incloent minúscules i majúscules, números, signes de puntuació, accents, diacrítics, ligadures i símbols. Això significa que pot ser utilitzada per a totes les llengües d'Europa que utilitzen l'alfabet llatí. Vercetti està optimitzada per utilitzar-la en disseny web. La descàrrega està disponible en els següents formats de fitxer: OTF, TTF, WOFF, WOFF2.